# Fakulteta za elektrotehniko in računalništvo v Ljubljani
Fakulteta za elektrotehniko in računalništvo v Ljubljani (kratica FER) je nekdanja članica Univerze v Ljubljani. 

## Zgodovina
Fakulteta je bila ustanovljena leta 1989 s preimenovanjem dotedanje Fakultete za elektrotehniko, s čimer je poudarila dualnost študijskih programov na fakulteti: elektrotehnika in računalništvo. Leta 1996 je bila fakulteta ukinjena, pri čemer so ponovno ustanovili Fakulteto za elektrotehniko (FE) in novoustanovljeno Fakulteto za računalništvo in informatiko (FRI).